# Philip Johnson
Philip Cortelyou Johnson (Cleveland, 8 de julho de 1906 – New Canaan, 25 de janeiro de 2005) foi um arquiteto estadunidense, um dos pais da arquitetura moderna, foi também um dois principais arquitetos do século XX, e o primeiro a ganhar o prêmio que atualmente é considerado o mais importante da arquitetura mundial, o Prêmio Pritzker.

## Biografia
Nasceu em Cleveland, Ohio. Se graduou em arquitetura e em seguida, fez um mestrado em história da arquitetura na universidade de Harvard. Uma vez terminados os estudos, Johnson aceitou um convite para ser o diretor do Museu de Arte Moderna de Nova Iorque (MOMA), que havia sido criado recentemente.
Em 1930 Johnson simpatizou-se com o nazismo, e passou a expressar ideias antissemitas. Sobre este período da sua vida, ele disse mais tarde: 
"Eu não tenho desculpa para tal estupidez inacreditável ... Eu não sei como vou expiar a minha culpa".
Durante a Grande Depressão em 1929, Johnson renunciou a seu posto no MOMA para tentar a área de jornalismo e política agrária populista. Seu entusiasmo centrado na crítica ao Estado de bem-estar socialliberal, cujo "fracasso" parecia estar muito em evidência durante a década de 1930. Como correspondente, Johnson observou a convenção nacional do partido nazista em Nuremberg, na Alemanha e cobriu a invasão da Polônia em 1939. A invasão mostrou o ponto de ruptura do interesse Johnson em jornalismo ou política - ele alistou-se no Exército dos E.U.A. Após alguns anos de autorreconhecidamente medíocre em um uniforme, Johnson voltou para a Harvard University, e finalmente, prosseguiu a sua carreira de arquiteto. Johnson também foi um crítico, escritor e historiador. Apesar de sua forte ligação com a arquitetura, foi somente aos 36 anos que Johnson elaborou seu primeiro projeto arquitetônico.
Em 1967 se uniu a John Burgee, e manteve com ele uma parceria que duraria 20 anos. Nesta época, os dois realizaram um grande número de projetos. Johnson chegou a se encontrar com os famosos arquitetos Le Corbusier e Mies Van der Rohe, e com este último, criou uma relação estreita, que futuramente se tornaria uma parceria que resultaria na criação do projeto do famoso Edifício Seagram.
Em 1978 Johnson foi homenageado pelo AIA (Instituto Americano de Arquitetos) com a Gold Medal, e em 1979 recebeu a primeira edição do Prêmio Pritzker, considerado o prêmio mais importante da arquitetura.

## The International Style (O Estilo Internacional)
Philip Johnson foi um dos responsáveis pelo termo international style. Este termo passou a identificar um estilo arquitetônico funcionalista que pregava a ideia de que a arquitetura deveria ser industrial, econômica e acessível. A origem do termo se encontra no título de um livro publicado em 1932 por Henry-Hussel Hitchcock e Philip Johnson. No mesmo ano a Exposição Internacional de Arquitetura Moderna no Museum of Modern Art (MOMA) de Nova Iorque contribuiu para a divulgação do movimento, tornando-o uma das tendências dominantes da arquitetura do século XX.

## A Arquitetura Desconstrutivista
A denominação Arquitetura desconstrutivista surgiu a partir de uma exposição realizada no MOMA em 1988 em Nova York que reuniu uma confluência de alguns poucos trabalhos que apresentavam uma aproximação de formas similares. Esta exposição foi organizada por Mark Wigley e Philip Johnson, e incluía nomes como Peter Eisenman, Frank Gehry, Zaha Hadid, Coop Himmelb(l)au, Rem Koolhaas, Daniel Libeskind e Bernard Tschumi. Da mesma forma, exposições como a "Modern Architecture" realizada em 1932 consumou arquitetos como Walter Gropius, Le Corbusier e Mies Van Der Rohe como heróis que profetizaram o Estilo Internacional para substituir os estilos românticos que antecederam o modernismo.

## A Glass House

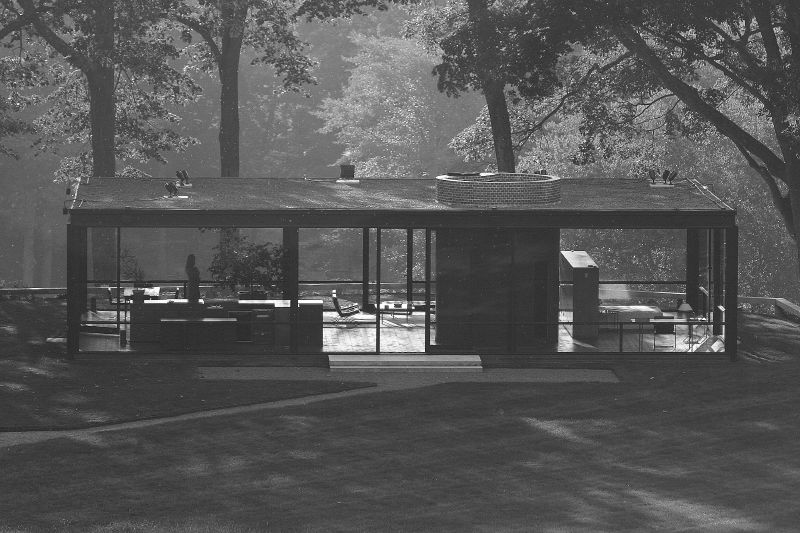
Glass House.

A Glass House é considerada a principal obra de Philip Johnson. Construída em 1949, foi desenvolvida para si próprio como tese de mestrado quando foi aluno do célebre Marcel Breuer em Harvard. É um dos mais bonitos exemplos do modernismo americano, ainda que nada funcional. O próprio arquiteto se referia a ela como ‘o diário de um arquiteto excêntrico’.
Suas paredes externas são de vidro, a cozinha é aberta e não há divisórias internas. As instalações sanitárias ficam dentro de um cilindro de tijolos, onde fica incrustada a lareira. Suas fachadas são compostas simetricamente o que acentua o conflito com o interior assimétrico perfeitamente visível através dos painéis de vidro.
Atualmente a Glass House é considerada um patrimônio histórico, e está disponível para visitações.

## Principais Obras

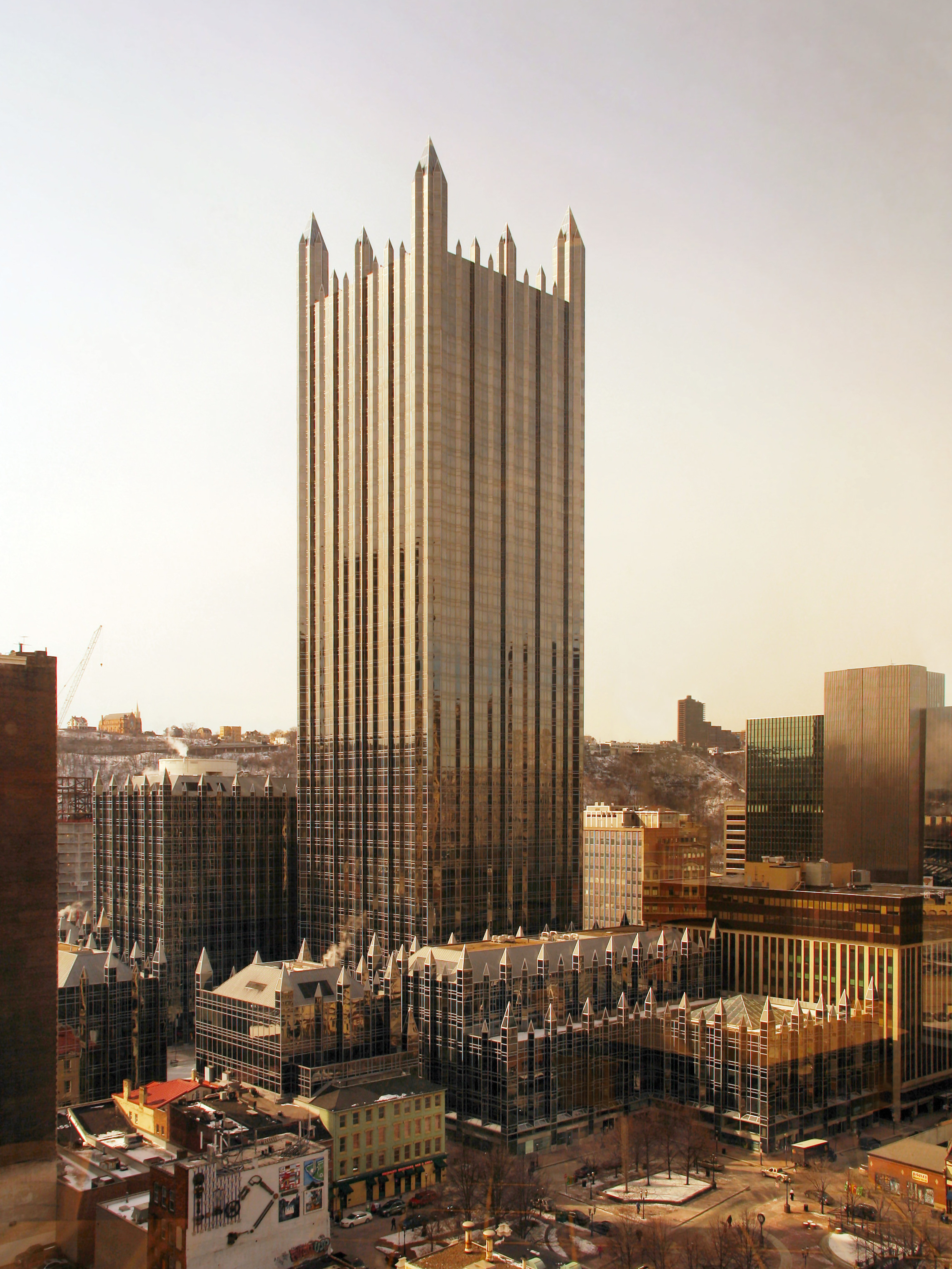
Torre PPG em Pittsburgh, Pennsylvania.

- Glass House (New Canaan, Connecticut);
- O Edifício Seagram, em colaboração com Mies van der Rohe (Nova York);
- O Restaurante Four Seasons (Nova York);
- Torre Momentum (Dallas, Texas);
- PPG Place (Pittsburgh);
- US Bank Tower (Denver);
- Torre Bank of America (Houston);
- Penzoil Place (Houston);
- Sede principal da AT&T (Nova York);
- Centro Nacional de Artes Dramáticas (Bombaim, Índia);
- Century Center (South Bend, Indiana);
- Jardins de água (Fort Worth, Texas);
- Centro Cívico de Peoria (Illinois);
- Catedral de Cristal (Garden Grove, Califórnia);
- Puerta de Europa (Madri, Espanha);
- Museu de Arte Neuberger (Nova York);

## Controvérsia
Entre 1932 e 1940, Johnson foi jornalista para o jornal populista e antissemita do padre Charles Coughlin. Onde expressou propaganda favorável ao governo Nazi. Como correspondente desse jornal fez várias viagens à Alemanha, cobrindo de forma simpatizante o enorme comício Nazi em Nuremberga e a invasão alemã da Polónia em 1939. Viajando com o Wehrmacht, chamou à queima de Varsóvia e dos shtetls judeus na Polónia um "espectáculo excitante". O correspondente americano William Shirer, que também cobriu a invasão alemã da Polónia, notou o seu entusiasmo com os alemães e apelidou-o "O fascista americano".
Uma investigação do FBI descobriu que "Johnson tinha desenvolvido extensos contactos com os Ministérios da Propaganda e dos Negócios Estrangeiros alemães enquanto esteve na Alemanha e depois regressou para fazer propaganda em nome dos Nazis nos Estados Unidos". Ele não foi processado. No entanto, quando foi considerado para uma possível posição governamental, um agente do FBI enviou um aviso a J. Edgar Hoover dizendo: "Não consigo pensar em nenhum homem mais perigoso para ter a trabalhar numa agência que possui tantos segredos militares".
Na sua reportagem no jornal de Coughlin, sobre a sua viagem à Polónia, Johnson declarou que a vitória alemã representava um triunfo incontestável para o povo polaco e que nada no resultado da guerra precisava de preocupar os americanos. Johnson prosseguiu dizendo que as forças alemãs não tinham prejudicado significativamente os civis polacos, e disse que "99% das cidades que visitei desde a guerra não só estão intactas como cheias de camponeses polacos e de comerciantes judeus". Ele disse que os relatos de maus-tratos nazis aos polacos eram "desinformados".
Depois de 1940, Johnson distanciou-se das suas opiniões sobre os Nazis e demitiu-se do jornal. Enquanto servia no exército americano, foi incitado no chamado "Grande Julgamento de Sedição" de 1944 devido à sua velha amizade com o seu principal alvo, o proeminente fascista americano Lawrence Dennis. Johnson tinha estado em "contacto estreito e constante" com Dennis na Primavera de 1938, e tinha contribuído substancialmente para a publicação do livro de Dennis The Dynamics of War and Revolution, e já tinha sido obrigado a testemunhar num processo governamental contra o propagandista pró-Nazi George Sylvester Viereck em 1942. Johnson foi formalmente informado a comparecer no julgamento, e (por sua descrição) estava a colaborar com o procurador O. John Rogge, mas todo o caso Dennis desmoronou-se em Novembro de 1944 quando o Juiz Edward C. Eicher morreu de ataque cardíaco. Considerado politicamente pouco digno de confiança, foi negado promoções e transferências, e Johnson acabou por completar a sua missão no Exército realizando trabalho humilde no Fort Belvoir, perto de Washington, D.C.
Em 1956, doou um projecto para a Congregação Kneses Tifereth Israel em Port Chester, Nova Iorque. A professora de arquitectura Anat Geva observou num artigo que "todos os críticos concordam que o seu projecto da Sinagoga de Port Chester pode ser considerado como a sua tentativa de pedir perdão".
Em 2018, após a morte de Johnson, um artigo fortemente crítico no The New Yorker afirmou que "em 1964, muito depois de ter renunciado ao fascismo, ele escreveu cartas a amigos afirmando que "Hitler era 'melhor do que Roosevelt"". No entanto, na sua entrevista com Charlie Rose em Janeiro de 2006, Johnson contradiz isto, afirmando que era um admirador de Roosevelt, e que tinha votado nele nas quatro eleições presidenciais entre 1932 e 1944.
Num artigo de 2020, o jornalista Noam Cohen descreve Johnson como um supremacista branco, e afirma que este efectivamente segregou as colecções do Museu de Arte Moderna em Nova Iorque. Segundo Cohen, apenas em 2016 é que, pela primeira vez, uma obra de um arquitecto ou designer negro foi acrescentada às colecções do Museu. Cohen defende isto coma prova de que Johnson "inovou na supremacia branca na arquitectura". No mesmo ano, na onda de renomeações que se seguiram ao assassinato de George Floyd, mais de 30 arquitectos, designers e educadores, intitulando-se o Johnson Study Group, pediram que as galerias com o seu nome no Museu de Arte Moderna fossem redenominadas, e que outras suas honras fossem retiradas da vista pública.